# Портрет Фритцы Ридлер
Портрет Фри́тцы Ри́длер (нем. Fritza Riedler) — женский портрет австрийского художника Густава Климта, написанный в 1906 году. По мнению искусствоведов, один из наиболее выдающихся и главных портретов художника.
На портрете почти квадратной формы полная достоинства и выдержанная Фритца Ридлер по-королевски восседает в кресле. Она одета в белое платье с рюшами, воланами и петельчатой аппликацией, её шею украшает многослойный бант-склаваж и жемчужная нить. Изящные черты бледного лица эффектно контрастируют с тёмными волосами. Лицо дамы не выражает никаких эмоций и не позволяет заглянуть в её внутренний мир. Реалистично переданный облик портретируемой растворяется в узорном окружении. Чередование глубины и одновременно подчёркнутой плоскостности — характерная черта наступившего вскоре «золотого периода» творчества Густава Климта.
Уроженка Берлина Фридерика Лангер (1860—1927) вышла замуж за австрийского инженера-машиностроителя родом из Граца Алоиза Ридлера, с 1888 года преподававшего в Берлинской высшей технической школе в Шарлоттенбурге. Каким образом Ридлеры связаны с художником и при каких обстоятельствах они заказали портрет, осталось неизвестным. По мнению специалиста по графике Климта Алис Штробль, изучавшей наброски углём для портрета Фритцы Ридлер, художник получил этот заказ в 1904 году. Портрет впервые демонстрировался на международной художественной выставке в Мангейме в 1907 году под названием «Портрет госпожи супруги тайного советника», там он располагался на узкой стене выставочного зала в обрамлении двух чеканок работы Елены Лукш-Маковской. В Вене портрет Фритцы Ридлер впервые был показан на художественной выставке 1908 года. В 1909 году портрет участвовал в выставке Берлинского сецессиона. Спустя год после смерти Алоиза Ридлера в 1936 году единственная наследница бездетных супругов, сестра Фритцы Эмилия Лангер при посредничестве брата, придворного советника Альфонса Лангера, в 1937 году продала портрет галерее Бельведер за 4 тыс. австрийских шиллингов. На венской выставке Климта в 1943 году портрет единственным демонстрировался под оригинальным названием, поскольку у портретируемой дамы было нееврейское имя.
По сохранившимся рисункам можно проследить развитие композиции от ростового до сидячего портрета в разных вариантах в мягком кресле с высокой спинкой. На большинстве из них Фритца Ридлер позировала в меховом боа, но в конечном варианте украшением портрета выступают две мозаичных панели на уровне головы дамы и обрезанная левым краем картины мебель — сундук из мастерской Климта на Йозефштедтер-штрассе, подобранный в интерьер её прихожей Йозефом Хоффманом. Фритца Ридлер сидит на одном из стульев дизайна Венских мастерских из той же мастерской, который Климт закрыл как чехлом тканью с роскошным узором из волнистых лент и древнеегипетских глаз. В портрете Фритцы Ридлер Климт повторил геометрическое строение изображения с портрета дамы 1894 года и портрета Маргариты Стонборо-Витгенштейн. Художник разбил на геометрические части не только фон картины: сама фигура женщины вплетена в треугольную композицию. Эту композицию Климт повторил в нескольких пейзажах, написанных в тот же период, например в «Крестьянском саду». Геометрически-плоскостной фон сам по себе не был новацией и был распространён в печатной графике.
Климтоведы видят в портрете Фритцы Ридлер явную композиционную отсылку к портрету инфанты Марии Терезии Испанской работы Диего Веласкеса 1653—1654 годов, хранящейся в Музее истории искусств. Известно, что Климт восхищался творчеством испанского мастера, со слов Августа Ледерера, он как-то даже пошутил: «Есть только два художника — Веласкес и я». Характерный выделяющийся на тёмном фоне силуэт головы испанской инфанты Климт в портрете Фритцы Ридлер перенёс с аллюзией на узорный фон у головы на портрете Маргариты Стонборо-Витгенштейн в разноцветную и разномерную полукруглую мозаику. Климт отдаёт дань гениальному испанцу, одновременно демонстрируя свою специфическую способность сокращать увиденное до геометрических или криволинейных форм, абстрагироваться в определённой степени. Мозаика на портрете берёт начало ещё в его исследованиях византийской мозаики в соборе Святого Марка в Венеции и церкви Сан-Витале в Равенне, а ко времени написания портрета Леопольд Форстнер открыл в Вене мозаичную мастерскую, что повлекло ренессанс искусства мозаики в Вене. В этот же период Климт уже размышлял над заказанным ему монументальным фризом для столовой брюссельского дворца Стокле. Идея золочёного абстрагированного сундука из мастерской нашла продолжение в первом портрете Адели Блох-Бауэр и «Поцелуе», непревзойдённых шедеврах «золотого периода». Позаимствованная из иконописи редукция в изображении объёмов за исключением выписанных по фотографиям лица и рук также предвосхищает его самые известные произведения портретного жанра художника. По образцу климтовского портрета Фритцы Ридлер Эгон Шиле написал портрет художника Антона Пешки, демонстрировавшийся на Венской международной художественной выставке 1909 года.

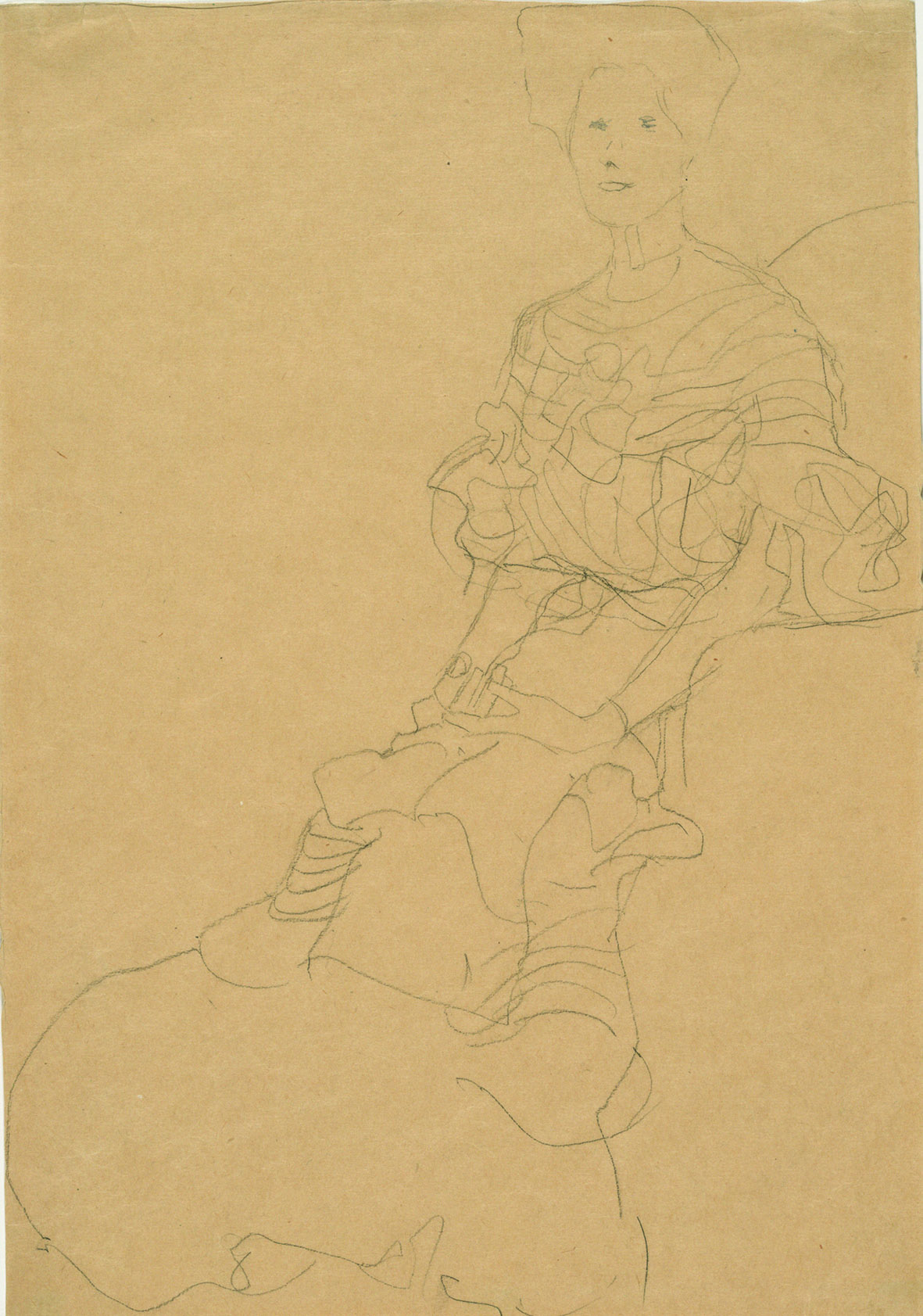
Этюд к портрету Фритцы Ридлер. 1904
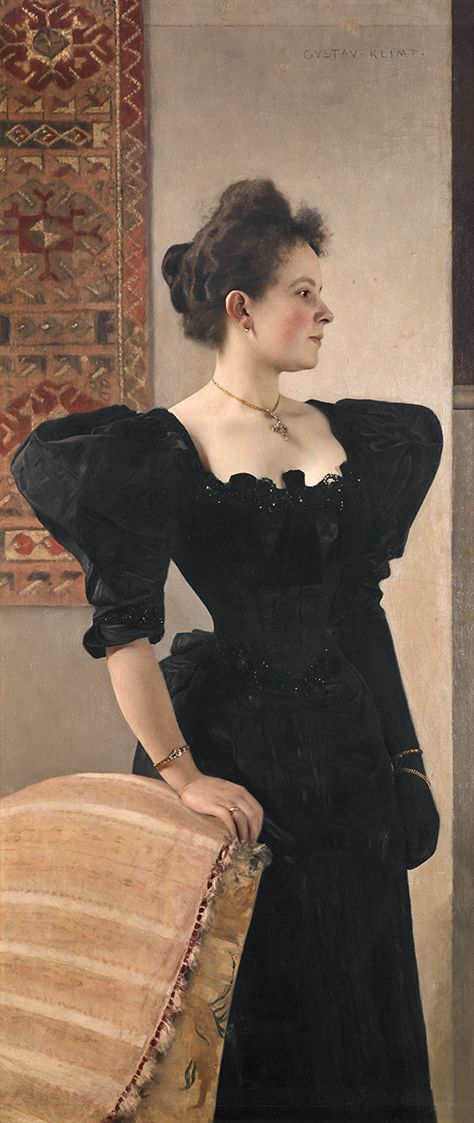
Портрет дамы. 1894
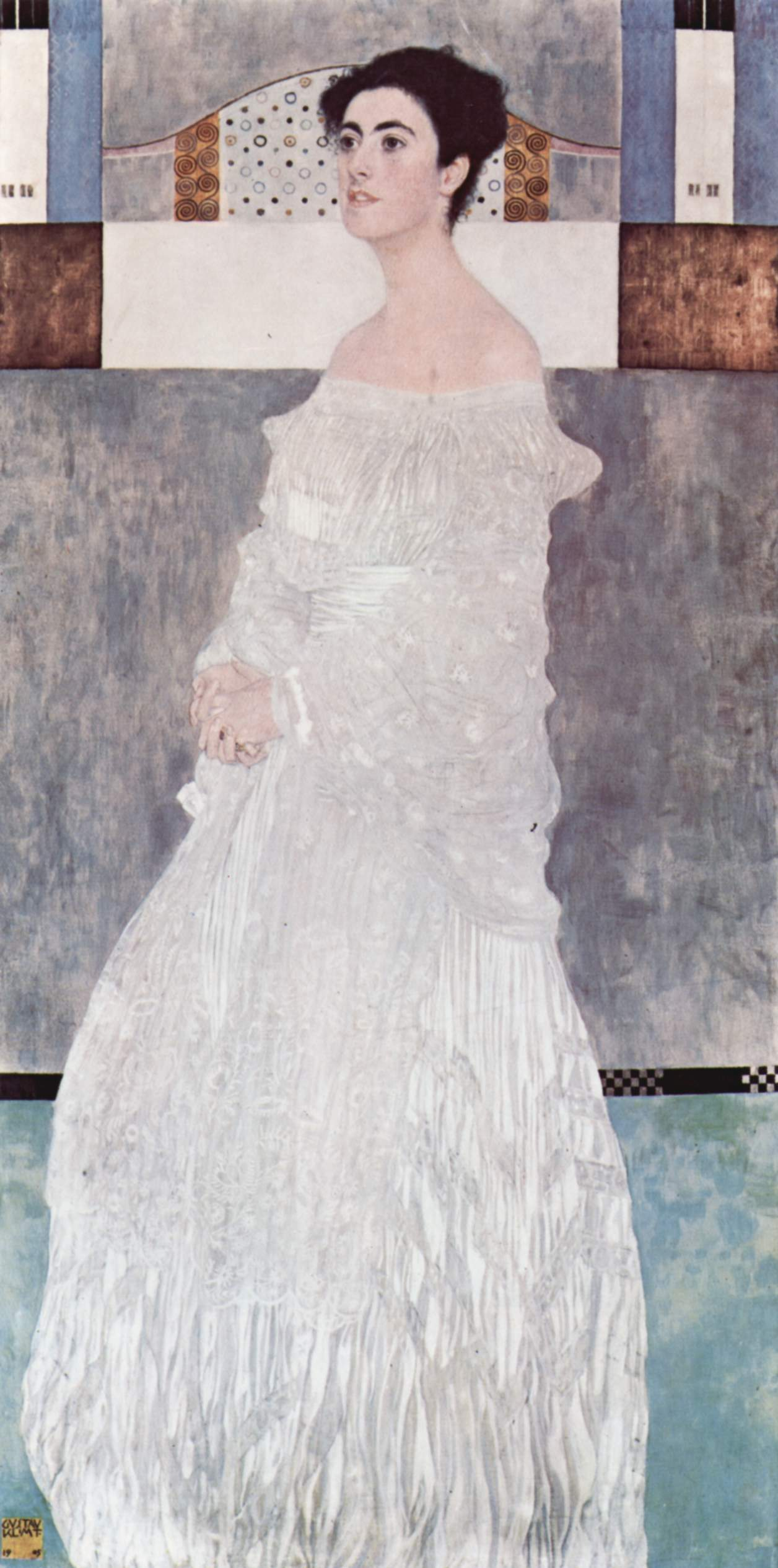
Портрет Маргариты Стонборо-Витгенштейн. 1905
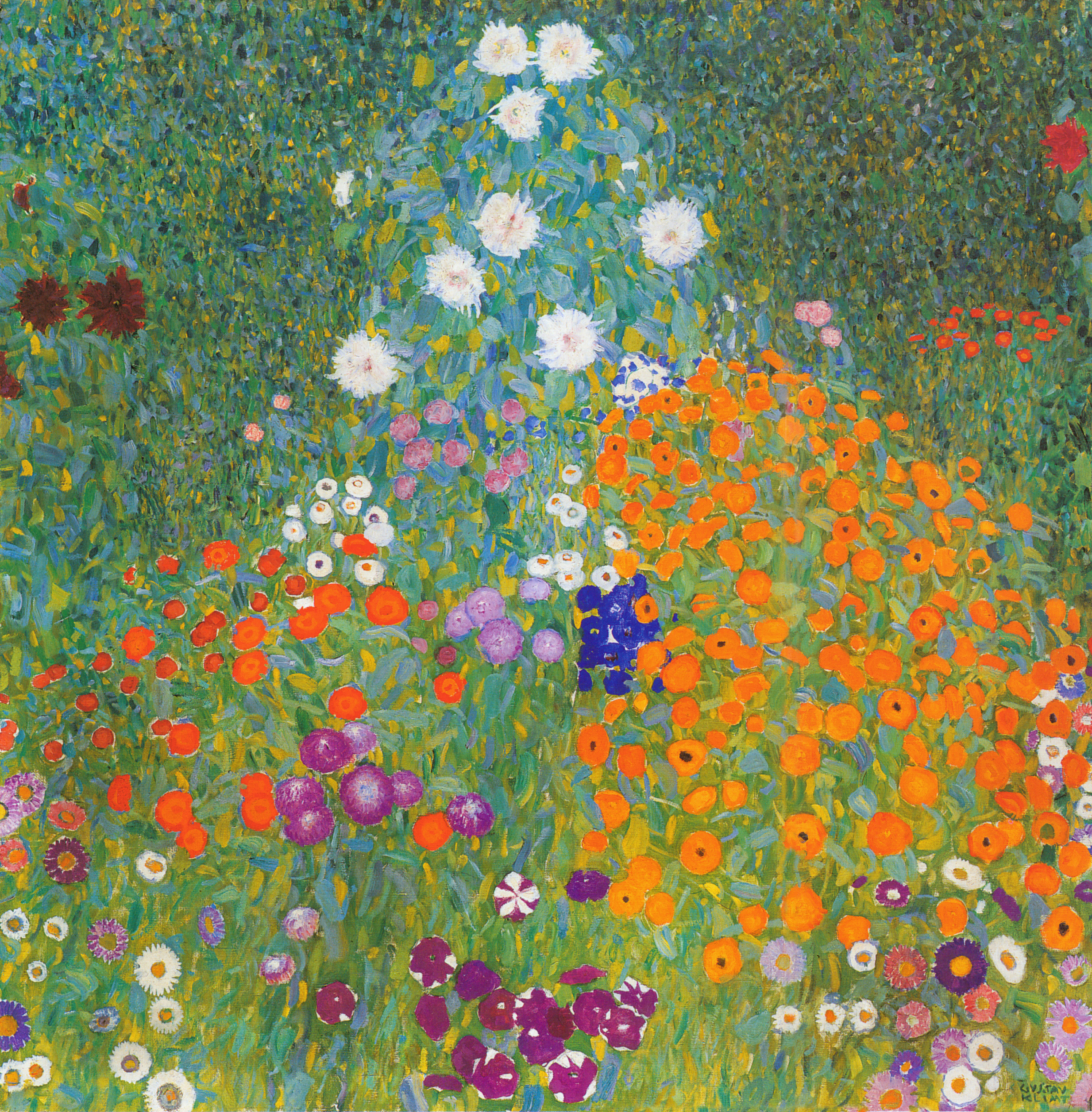
Крестьянский сад. 1905—1907
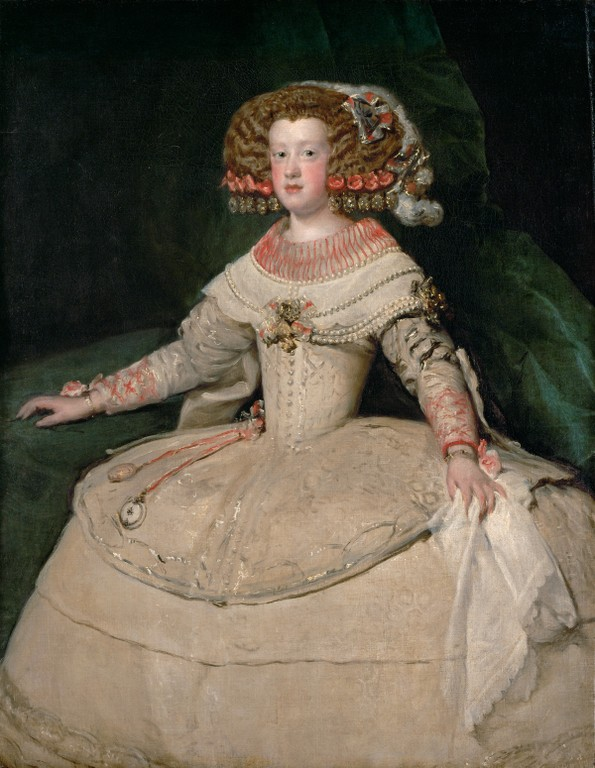
Диего Веласкес. Портрет инфанты Марии Терезии[вд]. 1653—1654
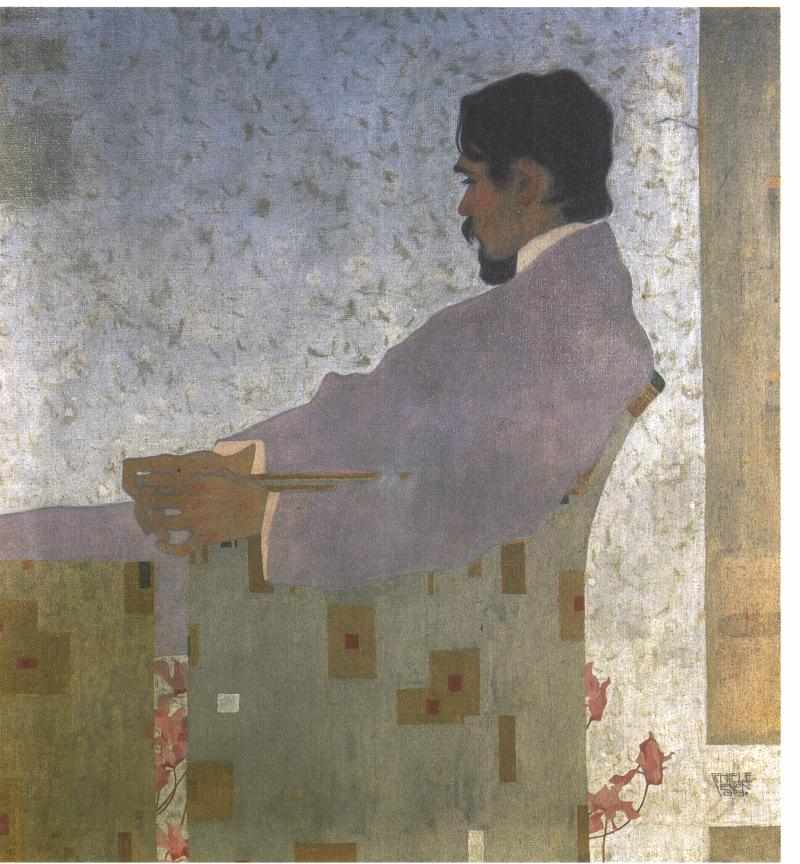
Эгон Шиле. Портрет художника Антона Пешки. 1909